# Страшок Ольга Анатоліївна
О́льга Анато́ліївна Страшо́к (нар. 1 січня 1945) — українська радянська діячка, новатор сільськогосподарського виробництва, доярка дослідного господарства «Терезине» Білоцерківського району Київської області. Член ЦК КПУ в 1986—1990 роках.

## Біографія
Новатор сільськогосподарського виробництва. У 1970—80-х роках — доярка дослідного господарства «Терезине» селища Терезине Білоцерківського району Київської області. Одержувала вагомі надої молока. Її неодноразово обирали депутатом селищної ради, брала активну участь у громадському житті селища Терезине.
Член КПРС.

## Нагороди
- орден Леніна
- орден Дружби народів
- медалі